# Edificio París
El Edificio París es una construcción de tipo residencial localizado en la parroquia La Candelaria de Caracas, Venezuela.
La edificación fue diseñada por el arquitecto Luis Malaussena y en un principio se trató de un proyecto para la familia París, quien concibió el inmueble como un conjunto de viviendas de alquiler en el contexto del gran auge inmobiliario que se vivió en la ciudad a finales de los años 1940, por lo que representó un ejemplo de la iniciativa privada para dar respuesta al problema habitacional en el centro de Caracas. El lugar ocupa completamente la manzana al este de la Plaza La Candelaria - Urdaneta y al sur de la Iglesia de Nuestra Señora de la Candelaria, entre las avenidas Norte 15 y Este 0, en la esquina de Alcabala.
Para su diseño, se concibió un emplazamiento en un eje de simetría. Los primeros cuatro pisos del edificio ocupan toda la manzana, mientras que los seis restantes se retrae con una volumetría más libre, con dos volúmenes centrales retirados a un segundo plano para definir un vacío frente a la plaza. En toda su arquitectura destaca el pasaje peatonal en su planta baja que conecta la Avenida Norte 15 con la Plaza La Candelaria, el cual posee decoraciones con elementos propios del art déco, convirtiéndose en una de las mejores muestras de este estilo en la ciudad. 
Las obras del edificio fueron terminadas en 1948, siendo para ese momento uno de los edificios más altos de Caracas para ese entonces.